# Peggy et sa vertu
Pour plus de détails, voir Fiche technique et Distribution.
Peggy et sa vertu (Take Me Home) est un film américain réalisé par Marshall Neilan, sorti en 1928.

## Synopsis
Peggy Lane rejoint le chœur de David North mais devient jalouse lorsqu'elle découvre que Delerys Devore, la star de la série, intéresse davantage David qu'elle....

## Fiche technique
- Titre original : Take Me Home
- Titre français : Peggy et sa vertu
- Réalisation : Marshall Neilan
- Scénario : Grover Jones, Ethel Doherty, Thomas J. Crizer, Harlan Thompson et Herman J. Mankiewicz
- Photographie : J. Roy Hunt
- Montage : Otho Lovering
- Société de production : Paramount Pictures
- Pays d'origine : États-Unis
- Format : Noir et blanc - 1,33:1 - Film muet
- Genre : comédie dramatique
- Date de sortie : 1928

## Distribution
- Bebe Daniels : Peggy Lane
- Neil Hamilton : David North
- Lilyan Tashman : Derelys Devore
- Doris Hill : Alice Moore
- Joe E. Brown : Bunny
- Marcia Harris : la propriétaire